# Philip Howard (1629-1717)
Pour les articles homonymes, voir Philip Howard.
Le colonel Philip Howard (5 mars 1629 - septembre 1717) est un soldat et homme politique britannique, septième fils de Thomas Howard (1er comte de Berkshire).

## Biographie
Il est député de Malmesbury de 1662 à 1679 et de Westminster de 1689 à 1690. Il épouse l'héritière Mary Jennings, qui apporte une succession considérable à ses descendants. Ils ont deux fils:
- James Howard (1679-1722) épouse Catherine Booth et a quatre enfants:
  - William Howard, décédé âgé de 4 mois
  - James Thomas Howard, décédé âgé de deux ans
  - Catherine Elizabeth Howard (1700 1775), mariée à Narcissus Proby en 1734
  - Martha Maria Howard (1705-1797), mariée à l'hon. Charles Hervey, fils de John Hervey (1er comte de Bristol), décédé sans descendance
- Charles Howard (1681–1707), disparu avec le HMS Swan, épouse Elizabeth Batten (décédée en juin 1711) et ont deux enfants:
  - Capt. Philip Howard (1704-1741), marié à Margaret Skreen, père de John Howard (15e comte de Suffolk)
  - Mary Howard (décédée en 1744), épouse en 1726 Henry Scott (1er comte de Deloraine) (décédé en 1730), dont elle a deux enfants. Elle épouse William Windham en avril 1734, sans descendance.

## Référence
- (en) Cet article est partiellement ou en totalité issu de l’article de Wikipédia en anglais intitulé « Philip Howard (1629–1717) » (voir la liste des auteurs).